# 菲利普·珀蒂
菲利普·珀蒂（法語：Philippe Petit；法語發音：[filip pəti]，1949年8月13日—）是法国高空走钢丝艺人，因于1974年8月7日上午在美國纽约世界貿易中心双子塔之间表演高空走钢索而一举成名。他在雙塔間臨時拉起200公斤重的钢索，用定制的8米长、25公斤的平衡杆，在离地400米的高空完成了未经授权的壮举（他称之为“le coup”）。開始表演後，他從世界貿易中心二號大樓（南塔）出發，走向一號大樓（北塔），總共表演了45分钟，期间八次通过钢索，時值他25岁生日前一週。作为在中央公园为孩子们表演的交换条目，當局撤銷他的所有指控。
此后，珀蒂在纽约安家，成为圣者约翰座堂的进驻艺术家，还把教堂当成空中表演的地方。他的钢丝行走后来成为了纽约市乃至美国全国，以及法国等其他国家的官方庆祝活动之一，他还开设艺术教学工作室。2008年，由詹姆斯·马什导演的纪录片《走钢丝的人》讲述了菲利普在双子塔间行走的壮举，赢得了众多奖项。菲利普还是儿童读物《高空走索人》的主人公，2005年改编自其事迹的动画片上映。珀蒂还擅长马术、击剑、木工、攀岩和斗牛。藐视马戏团及其公式化的表演的他，在巴黎的人行道上创造了他的街头形象。20世纪70年代，他到访纽约，经常在那儿玩杂耍，到华盛顿广场公园表演走扁带。

## 影视作品
2015年9月，改编自珀蒂行走壮举的电影《云中行走》上映，由约瑟夫·高登-莱维特饰演珀蒂，罗伯特·泽米基斯执导，该片在IMDb获得7.3/10的评分，烂番茄83%影评人新鲜度。

### 其他
- 《走钢丝的人》，记述菲利普在双子塔进行高空行走的经历的纪录片
- 《凌空之夢：1974，我在世貿雙塔上走鋼索》，2008年菲立普·佩提繁體中文自傳[6]